# Cosgrove (Northamptonshire)
Pour les articles homonymes, voir Cosgrove.
Cosgrove est une paroisse civile et un village du Northamptonshire, en Angleterre.